# Stenasellus mongnatei
Stenasellus mongnatei är en kräftdjursart som beskrevs av Guy Magniez och Panitvong 2005. Stenasellus mongnatei ingår i släktet Stenasellus och familjen Stenasellidae. Inga underarter finns listade i Catalogue of Life.